# Всеобщие выборы в Перу (1950)
Всеобщие выборы в Перу проходили 2 июля 1950 года. На них избирались президент и члены обеих палат Конгресса Республики. В результате на президентских выборах победу одержал временный президент Мануэль Одриа от Национального союза одристов, который был единственным кандидатом после того, как Эрнесто Монтаг от Демократической лиги отказался от участия в выборах.

## Результаты

### Президентские выборы
| Кандидат                             | Партия                             | Голоса  | %   |
| ------------------------------------ | ---------------------------------- | ------- | --- |
| Мануэль Одриа                        | Национальный союз одристов         | 550 779 | 100 |
| Недействительных/пустых бюллетеней   | Недействительных/пустых бюллетеней |         | –   |
| Всего                                | Всего                              | 550 779 | 100 |
| Зарегистрированных избирателей/ Явка |                                    |         |     |
| Источник: Nohlen                     |                                    |         |     |